# Papa, Can You Hear Me?
Papa, Can You Hear Me? is een nummer van de Amerikaanse zangeres en actrice Barbra Streisand. Het nummer verscheen op de soundtrack van de film Yentl uit 1983. In januari 1984 werd het nummer uitgebracht als de tweede en laatste single van het album.

## Achtergrond
De tekst van Papa, Can You Hear Me? is geschreven door Alan en Marilyn Bergman, terwijl de muziek is geschreven door Michel Legrand. Het nummer is geproduceerd door Phil Ramone en Dave Grusin. Het nummer is specifiek geschreven voor de film Yentl; deze film is geregisseerd door Streisand, die tevens de hoofdrol speelt.
In 1983 werd Papa, Can You Hear Me? genomineerd voor een Academy Award in de categorie Beste Originele Nummer, maar verloor het van Flashdance... What a Feeling van Irene Cara. Tijdens de Oscaruitreiking werd het gezongen door Donna Summer, een goede vriendin van Streisand. Het nummer bereikte wereldwijd geen grote hitlijsten, maar in de Amerikaanse Adult Contemporary-lijst kwam het tot plaats 26.
Covers van Papa, Can You Hear Me? zijn gemaakt door onder anderen Charlotte Church, Lara Fabian, Lea Michele (in de televisieserie Glee) en Nina Simone. Daarnaast is het nummer gebruikt in de films Austin Powers in Goldmember en Deadpool 2 en in de televisieseries The Simpsons en Will & Grace.

## NPO Radio 2 Top 2000
| Nummer met noteringen in de NPO Radio 2 Top 2000 | '07 | '08  | '09 | '10 | '11 | '12 | '13 | '14 | '15  | '16  | '17  | '18  | '19  | '20  | '21  |
| ------------------------------------------------ | --- | ---- | --- | --- | --- | --- | --- | --- | ---- | ---- | ---- | ---- | ---- | ---- | ---- |
| Papa, Can You Hear Me?                           | 358 | 1577 | 532 | 465 | 627 | 793 | 895 | 904 | 1090 | 1255 | 1187 | 1700 | 1891 | 1835 | 1947 |

1. ↑  Een vetgedrukt getal geeft de hoogste notering aan.
2. ↑  2007 was het eerste jaar met een notering voor dit nummer.
3. ↑  Deze tabel is bijgewerkt tot en met de laatste editie (2024).